# Delphinoidella
Delphinoidella es un género de foraminífero bentónico de la subfamilia Pleurostomellinae, de la familia Pleurostomellidae, de la superfamilia Pleurostomelloidea, del suborden Buliminina y del orden Buliminida. Su especie tipo es Delphinoidella rostrata. Su rango cronoestratigráfico abarca el Aptiense (Cretácico inferior).

## Discusión
Clasificaciones previas incluían Delphinoidella en el suborden Rotaliina del orden Rotaliida.

## Clasificación
Delphinoidella incluye a la siguiente especie:
- Delphinoidella rostrata †